# Serie cinematografica
Una serie cinematografica o più comunemente Saga cinematografica (in inglese film series) è un insieme di più film legati da una sequenzialità o successione, incentrati su un personaggio o un tema comune.

## Definizione

### Serie cinematografica
La sequenzialità deve essere legata a una certa ufficialità (stessa casa di produzione solitamente), non sono rari i casi di film apocrifi, cioè non appartenenti alla serie "ufficiale".
Nella maggior parte dei casi il successo della pellicola iniziale, anche detta capostipite, implica un certo numero di sequel o, in taluni casi anche prequel o spin-off.
Nel caso di opere cinematografiche a episodi girati in sequenza, molto in voga negli anni trenta e quaranta in particolare negli Stati Uniti, si parla in specifico di serial cinematografico.
La serie cinematografica più lunga nel mondo risulta, comunque, essere quella ispirata alla figura di Wong Fei-hung, diventato un eroe popolare anche grazie alla grande quantità di film che sono stati girati su di lui: si contano più di 100 titoli, i più famosi dei quali interpretati da Kwan Tak-hing, Jet Li e da Jackie Chan.

### Differenza con l'universo cinematografico
Le saghe cinematografiche che si sviluppano anche oltre i film principali, ad esempio con spin-off, le cui trame sono concatenate tra loro, sono dette "universi cinematografici", concetto assimilabile a quello di universo condiviso. Esempi di universi cinematografici recenti sono Star Wars e il Marvel Cinematic Universe.

## Serie cinematografiche
| Serie                                               | Primo | Ultimo | Totale | Note          |
| --------------------------------------------------- | ----- | ------ | ------ | ------------- |
| Wong Fei-hung                                       | 1949  | 2018   | 123    |               |
| Charlie Chan                                        | 1926  | 1949   | 47     | [ 3 ]         |
| Tarzan                                              | 1918  | 1998   | 45     | [ 4 ] [ 5 ]   |
| Maciste                                             | 1914  | 1964   | 42     |               |
| Barbie                                              | 2001  | 2021   | 38     | [ 6 ]         |
| Godzilla                                            | 1954  | 2023   | 33     |               |
| Blondie                                             | 1938  | 1950   | 28     | [ 7 ]         |
| James Bond                                          | 1962  | 2021   | 25     | [ 8 ]         |
| The Amityville Horror                               | 1979  | 2018   | 21     |               |
| Jungle Jim                                          | 1948  | 1955   | 16     |               |
| Dr. Kildare                                         | 1937  | 1947   | 16     | [ 9 ]         |
| Sherlock Holmes                                     | 1939  | 1946   | 14     | [ 10 ]        |
| Emmanuelle                                          | 1974  | 1985   | 14     |               |
| 1313                                                | 2011  | 2012   | 14     | [ 11 ]        |
| Alla ricerca della Valle Incantata                  | 1988  | 2016   | 14     | [ 12 ]        |
| Star Trek                                           | 1979  | 2016   | 13     | [ 13 ]        |
| Air Bud                                             | 1997  | 2013   | 13     | [ 14 ]        |
| Halloween                                           | 1978  | 2022   | 13     | [ 15 ]        |
| Nemuri Kyôshirô                                     | 1963  | 1969   | 12     |               |
| Venerdì 13                                          | 1980  | 2009   | 12     | [ 16 ]        |
| Puppet Master                                       | 1989  | 2017   | 12     |               |
| Guerre stellari                                     | 1977  | 2019   | 11     | [ 17 ]        |
| Nico Giraldi                                        | 1976  | 1985   | 11     |               |
| La Pantera Rosa                                     | 1963  | 2009   | 11     | [ 18 ]        |
| Camp Blood                                          | 1999  | 2020   | 11     |               |
| Harry Potter e Animali fantastici (Wizarding World) | 2001  | 2022   | 11     |               |
| Fast & Furious                                      | 2001  | 2023   | 11     |               |
| Saw                                                 | 2004  | 2023   | 10     |               |
| Dracula                                             | 1958  | 1974   | 10     |               |
| Fantozzi                                            | 1975  | 1999   | 10     |               |
| Ursus                                               | 1922  | 1964   | 10     |               |
| Il pianeta delle scimmie                            | 1968  | 2024   | 10     |               |
| Ernesto P. Worrell                                  | 1986  | 1998   | 10     |               |
| Hellraiser                                          | 1987  | 2018   | 10     |               |
| Asterix                                             | 1967  | 2018   | 10     |               |
| Non aprite quella porta                             | 1974  | 2021   | 9      |               |
| Nightmare                                           | 1984  | 2010   | 9      | [ 19 ]        |
| Grano rosso sangue                                  | 1984  | 2011   | 9      |               |
| Pierino                                             | 1981  | 1990   | 9      |               |
| American Pie                                        | 1999  | 2020   | 9      |               |
| Rocky e Creed                                       | 1976  | 2023   | 9      | [ 20 ]        |
| Transformers                                        | 2007  | 2024   | 8      |               |
| Emanuelle nera                                      | 1975  | 1983   | 8      | [ 21 ]        |
| Beethoven                                           | 1992  | 2014   | 8      |               |
| Police Story                                        | 1985  | 2013   | 7      |               |
| Alien                                               | 1979  | 2024   | 7      |               |
| Maciste                                             | 1960  | 1964   | 7      |               |
| Guinea Pig                                          | 1985  | 1992   | 7      |               |
| Wrong Turn                                          | 2003  | 2021   | 7      |               |
| L'ululato                                           | 1981  | 1995   | 7      |               |
| Scuola di polizia                                   | 1984  | 1994   | 7      |               |
| Frankenstein                                        | 1957  | 1974   | 7      |               |
| Frankenstein                                        | 1931  | 1948   | 7      |               |
| Mission: Impossible                                 | 1996  | 2023   | 7      |               |
| Dracula                                             | 1931  | 1948   | 7      |               |
| Il ragazzo dal kimono d'oro                         | 1987  | 1996   | 6      |               |
| Il Signore degli Anelli e Lo Hobbit                 | 2001  | 2014   | 6      |               |
| Leprechaun                                          | 1993  | 2003   | 6      |               |
| La mummia                                           | 1932  | 1995   | 6      |               |
| L'uomo invisibile                                   | 1933  | 1951   | 6      |               |
| L'uomo ombra                                        | 1934  | 1947   | 6      | [ 22 ]        |
| I gendarmi di Saint-Tropez                          | 1964  | 1982   | 6      |               |
| Terminator                                          | 1984  | 2019   | 6      |               |
| Jurassic Park                                       | 1993  | 2022   | 6      |               |
| Scream                                              | 1996  | 2023   | 6      |               |
| L'esorcista                                         | 1973  | 2023   | 6      |               |
| Sartana                                             | 1968  | 1970   | 5      |               |
| Karate Kid                                          | 1984  | 2010   | 5      |               |
| La mosca                                            | 1958  | 1986   | 5      | [ 23 ]        |
| Angelica                                            | 1964  | 1968   | 5      |               |
| Lotta senza codice d'onore                          | 1973  | 1974   | 5      |               |
| I magnifici sette                                   | 1960  | 2016   | 5      |               |
| Ispettore Callaghan                                 | 1971  | 1988   | 5      |               |
| Il giustiziere della notte                          | 1974  | 1994   | 5      |               |
| Psyco                                               | 1960  | 1998   | 5      |               |
| Guerriero americano                                 | 1985  | 1993   | 5      |               |
| Subspecies                                          | 1991  | 1998   | 5      |               |
| Highlander                                          | 1986  | 2007   | 5      |               |
| Predator                                            | 1987  | 2018   | 5      |               |
| Toy Story                                           | 1995  | 2022   | 5      | [ 24 ] [ 25 ] |
| Bourne                                              | 2002  | 2016   | 5      |               |
| Pirati dei Caraibi                                  | 2003  | 2017   | 5      |               |
| The Grudge                                          | 2004  | 2020   | 5      |               |
| Final Destination                                   | 2000  | 2011   | 5      |               |
| Shrek                                               | 2001  | 2011   | 5      |               |
| Fantasmi                                            | 1979  | 2016   | 5      |               |
| Home Alone                                          | 1990  | 2021   | 5      | [ 26 ]        |
| Antoine Doinel                                      | 1959  | 1979   | 5      |               |
| Don Camillo                                         | 1952  | 1965   | 5      |               |
| L'era glaciale                                      | 2002  | 2016   | 5      |               |
| Rambo                                               | 1982  | 2019   | 5      |               |
| Il Vendicatore Tossico                              | 1984  | 2022   | 5      |               |
| Die Hard                                            | 1988  | 2013   | 5      |               |
| Indiana Jones                                       | 1981  | 2023   | 5      |               |
| Ghostbusters                                        | 1984  | 2024   | 5      | [ 27 ]        |
| Mad Max                                             | 1979  | 2024   | 5      |               |
| Scary Movie                                         | 2000  | 2013   | 5      |               |
| Jack Ryan                                           | 1990  | 2014   | 5      |               |
| A Better Tomorrow                                   | 1986  | 2018   | 4      |               |
| Lucky Luke                                          | 1971  | 2007   | 4      |               |
| Lo squalo                                           | 1975  | 1987   | 4      |               |
| L'attacco dei pomodori assassini                    | 1978  | 1991   | 4      |               |
| I mercenari                                         | 2010  | 2023   | 4      |               |
| Female Prisoner 701: Scorpion                       | 1972  | 1973   | 4      |               |
| Hellboy                                             | 2004  | 2024   | 4      |               |
| Avengers                                            | 2012  | 2019   | 4      |               |
| RoboCop                                             | 1987  | 2014   | 4      | [ 28 ]        |
| Il silenzio degli innocenti                         | 1991  | 2007   | 4      | [ 29 ]        |
| Il corvo - The Crow                                 | 1994  | 2024   | 5      | [ 30 ]        |
| Men in Black                                        | 1997  | 2019   | 4      | [ 31 ]        |
| Matrix                                              | 1999  | 2021   | 4      |               |
| Madagascar                                          | 2005  | 2014   | 4      | [ 32 ]        |
| Alvin and the Chipmunks                             | 2007  | 2015   | 4      | [ 32 ]        |
| Twilight                                            | 2008  | 2012   | 4      | [ 33 ]        |
| Millennium                                          | 2009  | 2018   | 4      | [ 34 ]        |
| Hunger Games                                        | 2012  | 2015   | 4      | [ 35 ]        |
| John Wick                                           | 2014  | 2023   | 4      |               |
| Airport                                             | 1970  | 1979   | 4      |               |
| Bad Boys                                            | 1995  | 2024   | 4      |               |
| Arma letale                                         | 1987  | 1998   | 4      |               |
| Piedone                                             | 1973  | 1980   | 4      |               |
| I visitatori                                        | 1993  | 2016   | 4      |               |
| Belle & Sebastien                                   | 2013  | 2022   | 4      |               |
| Diabolik                                            | 1968  | 2023   | 4      |               |
| La poliziotta                                       | 1974  | 1981   | 4      |               |
| Pane amore e...                                     | 1953  | 1958   | 4      |               |
| I resuscitati ciechi                                | 1970  | 1975   | 4      |               |
| Ispettore Tibbs                                     | 1967  | 1971   | 3      |               |
| Cinquanta sfumature                                 | 2015  | 2018   | 3      |               |
| Il padrino                                          | 1972  | 1990   | 3      | [ 36 ] [ 37 ] |
| Beverly Hills Cop                                   | 1984  | 1994   | 3      | [ 38 ]        |
| Rush Hour                                           | 1998  | 2007   | 3      |               |
| Ritorno al futuro                                   | 1985  | 1990   | 3      | [ 39 ]        |
| Maniac Cop                                          | 1988  | 1993   | 3      | [ 40 ]        |
| Ace Ventura                                         | 1994  | 2009   | 3      | [ 41 ]        |
| Concetta Licata                                     | 1994  | 1997   | 3      | [ 42 ]        |
| Ti presento i miei                                  | 2000  | 2010   | 3      | [ 43 ]        |
| Una notte da leoni                                  | 2009  | 2013   | 3      |               |
| Le comiche                                          | 1990  | 1994   | 3      |               |
| La storia infinita                                  | 1984  | 1994   | 3      |               |
| Una pallottola spuntata                             | 1988  | 1994   | 3      |               |
| Austin Powers                                       | 1997  | 2002   | 3      |               |
| Johnny English                                      | 2003  | 2018   | 3      |               |
| Poveri ma belli                                     | 1957  | 1959   | 3      |               |
| Dune                                                | 1984  | 2024   | 3      |               |
| Conan il barbaro                                    | 1982  | 2010   | 3      |               |
| Tomb Raider                                         | 2001  | 2018   | 3      |               |
| Agente 077                                          | 1965  | 1966   | 3      |               |
| Hostel                                              | 2005  | 2011   | 3      |               |
| Senti chi parla                                     | 1989  | 1993   | 3      |               |
| Delta Force                                         | 1986  | 1991   | 3      |               |
| Escape Plan                                         | 2013  | 2019   | 3      |               |
| 36ª camera dello Shaolin                            | 1978  | 1984   | 3      |               |
| Bridget Jones                                       | 2001  | 2016   | 3      |               |
| Riddick                                             | 2000  | 2013   | 3      |               |
| I fantastici Quattro                                | 2005  | 2015   | 3      |               |
| Il Cavaliere Oscuro                                 | 2005  | 2012   | 3      | [ 44 ]        |